# Ellsworth Vines

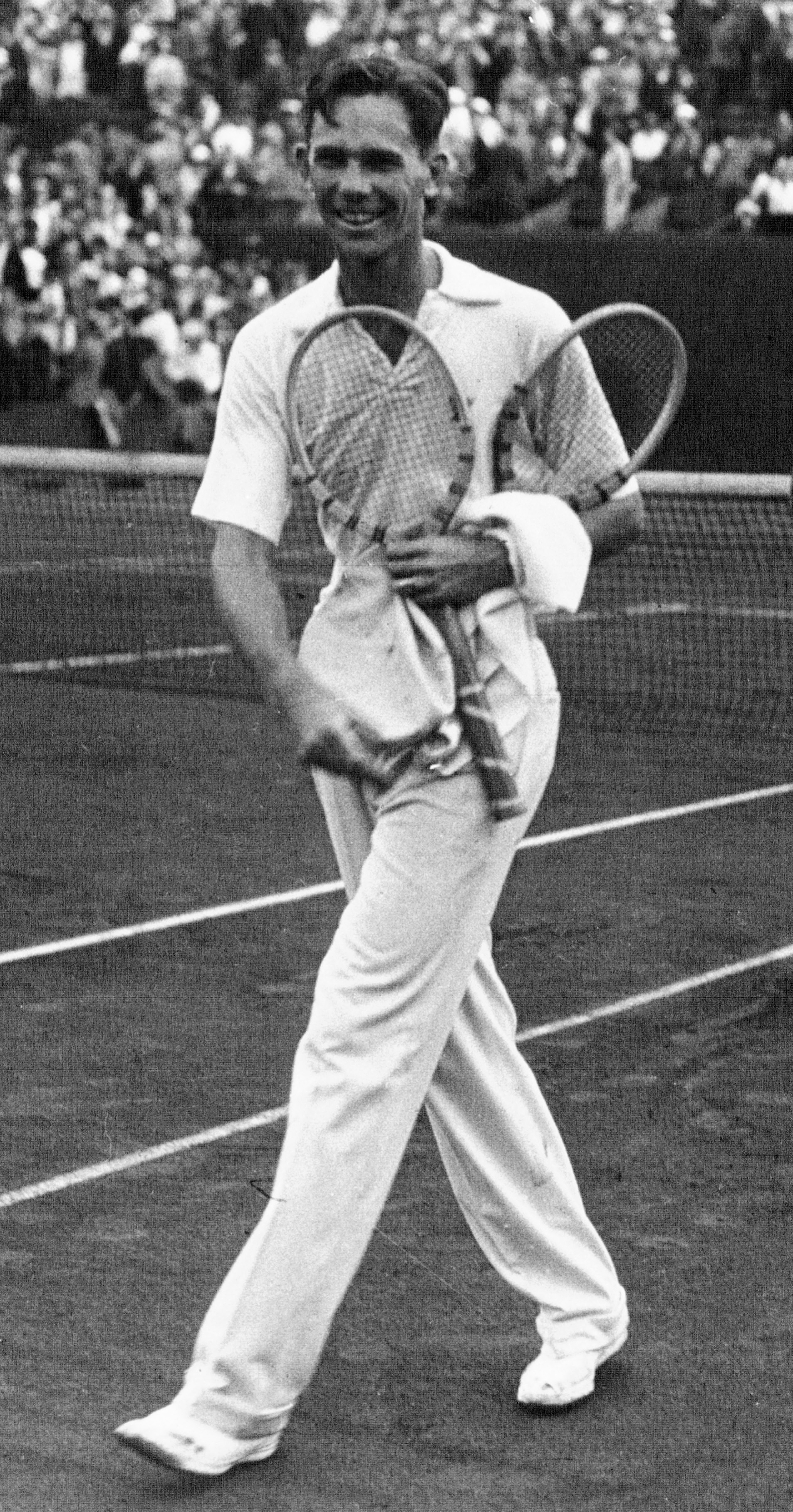
Ellsworth Vines

Henry Ellsworth "Elly" Vines, född 28 september 1911 i Los Angeles, Kalifornien, död 17 mars 1994 i La Quinta, Kalifornien, var en amerikansk tennis- och golfspelare. 
Ellsworth Vines rankades efter säsongen 1932 som etta i världen bland manliga amatörspelare i tennis och räknas som en av tidernas främste tennisspelare. 
Vines upptogs 1962 i International Tennis Hall of Fame. 

## Tenniskarriären
Vines vann herrsingeltiteln i Amerikanska mästerskapen 1931 då han finalbesegrade landsmannen George Lott. Han vann turneringen igen året därpå genom finalseger över den tvåfaldige franske Wimbledonsegraren Henri Cochet. Samma säsong vann han sin enda titel i Wimbledonmästerskapen genom finalseger över britten Henry Austin i tre raka set. Vines var åter i Wimbledonfinal 1933, men han förlorade då mot australiern Jack Crawford. 
Under sina fyra år som amatör spelade Vines 16 Davis Cup-macher för USA, av vilka han vann 13.
Han gick över till Bill Tildens proffscirkus 1933.

### Proffstiden
Som professionell tennisspelare besegrade redan under den första säsongen den 18 år äldre Bill Tilden med 47-25 i matcher. Han rankades därmed som den nye "proffsmästaren" och han behöll sin ranking till 1937 efter segrar över Bill Tilden, Hans Nüsslein och engelsmannen Fred Perry.
Vines blev den förste segraren i inomhusturneringen Wembley World Pro som spelades i England. Under en annan turné i England var man hänvisad till att spela på en portabel tennisbana av trä, eftersom professionella spelare inte fick tillträde till engelska tennisförbundets banor. 
Inför säsongen 1938 tog Vines och Perry över proffstouren. Samtidigt började Vines att förlora intresset för tennis till förmån för golf. 

## Spelstil
Vines var en komplett tennisspelare med dåtidens kanske bästa serve. I Wimbledonfinalen 1932 gjorde han 30 serve-ess på sina totalt 12 serve-game. Han hade också en bra smash och volley, men framförallt en effektiv och kraftfull forehand som han spelade lågt över nät, gärna strax innanför eller, mer chansartat, på motståndarens linjer. Med dessa små marginaler hade han dock av och till en hög felprocent som kunde medföra oväntade förluster. Särskilt under den allra sista tiden som amatör spelade han okoncentrerat och förlorade ett par viktiga DC-matcher och i fjärde omgången i Amerikanska mästerskapen. 

## Vines somgolfspelare
Ellsworth Vines lämnade från 1940 tennisen helt och blev istället professionell golfspelare och instruktör. Han blev elitspelare i golf och är den ende som verkligen varit i topp i båda sporterna. År 1951 nådde han semifinalen i PGA Championship.

## Tennisens Grand Slam, singelfinaler (4)

### Titlar (3)
| År   | Mästerskap                   | Finalmotståndare | Setsiffror         |
| 1931 | Amerikanska mästerskapen     | George Lott      | 7-9, 6-3, 9-7, 7-5 |
| 1932 | Wimbledonmästerskapen        | Henry Austin     | 6-4, 6-2, 6-0      |
| 1932 | Amerikanska mästerskapen (2) | Henri Cochet     | 6-4, 6-4, 6-4      |

### Finalförluster (Runner-ups) (1)
| År   | Mästerskap            | Finalmotståndare | Setsiffror               |
| 1933 | Wimbledonmästerskapen | Jack Crawford    | 6-4, 9-11, 2-6, 6-2, 4-6 |

## Övriga Grand Slam-titlar
- Australiska mästerskapen
  - Dubbel - 1933
- Amerikanska mästerskapen
  - Dubbel - 1932
  - Mixed dubbel - 1933

## Titlar iProfessionella tennismästerskap
1934 : Wembley World Pro
1935 : Wembley World Pro, French Pro
1936 : Wembley World Pro
1939 : US Pro